# Métrolinie 12 (Paris)
| Karte |                      |                               |                               |
| Streckenlänge: | 17,2 km              |                               |                               |
| Spurweite: | 1435 mm (Normalspur) |                               |                               |
| |                      |                               |                               |
| Eröffnung: | 1910                 |                               |                               |
| Fahrgäste (täglich): | 197.000              |                               |                               |
| Stationen: | 31                   |                               |                               |
| \| \| \| Wende- und Abstellgleise \| \| \| \| Mairie d’Aubervilliers \| \| \| \| Aimé Césaire \| \| \| \| Canal Saint-Denis \| \| \| \| Wendegleis \| \| \| \| Front Populaire \| \| \| \| Wendegleis \| \| \| \| Petite Ceinture \| \| \| \| Porte de la Chapelle \| \| \| \| Marx Dormoy \| \| \| \| Paris–Lille / RER B / RER D \| \| \| \| Marcadet – Poissonniers \| \| \| \| Jules Joffrin \| \| \| \| Lamarck – Caulaincourt \| \| \| \| Abbesses \| \| \| \| Pigalle \| \| \| \| Saint-Georges \| \| \| \| Notre-Dame-de-Lorette \| \| \| \| Trinité – d’Estienne d’Orves \| \| \| \| Saint-Lazare \| \| \| \| Verbindungsgleis zur Linie 13 \| \| \| \| Madeleine \| \| \| \| Concorde \| \| \| \| Seine \| \| \| \| RER C \| \| \| \| Assemblée nationale \| \| \| \| Solférino \| \| \| \| Rue du Bac \| \| \| \| Sèvres – Babylone \| \| \| \| Rennes \| \| \| \| Notre-Dame-des-Champs \| \| \| \| Verbindungsgleis zur Linie 4 \| \| \| \| Montparnasse – Bienvenüe \| \| \| \| Verbindungsgleis zur Linie 13 \| \| \| \| Falguière \| \| \| \| Pasteur \| \| \| \| Volontaires \| \| \| \| Vaugirard \| \| \| \| Convention \| \| \| \| Betriebshof Vaugirard \| \| \| \| Petite Ceinture \| \| \| \| Porte de Versailles \| \| \| \| Abstell- und Wendegleise \| \| \| \| Corentin Celton \| \| \| \| Mairie d’Issy \| \| \| \| Abstell- und Wendegleise \| |                      |                               |                               |
| U-Bahn-Betriebsstelle Streckenanfang (im Tunnel) |                      | Wende- und Abstellgleise      | Wende- und Abstellgleise      |
| U-Bahn-Bahnhof (im Tunnel) |                      | Mairie d’Aubervilliers        | Mairie d’Aubervilliers        |
| U-Bahn-Haltepunkt / Haltestelle (im Tunnel) |                      | Aimé Césaire                  | Aimé Césaire                  |
| |                      | Canal Saint-Denis             |                               |
| U-Bahn-Betriebsstelle Strecke bis hier außer Betrieb (im Tunnel) |                      | Wendegleis                    | Wendegleis                    |
| U-Bahn-Haltepunkt / Haltestelle (im Tunnel) |                      | Front Populaire               | Front Populaire               |
| U-Bahn-Blockstelle (im Tunnel) |                      | Wendegleis                    | Wendegleis                    |
| U-Bahn-Kreuzung (im Tunnel) |                      | Petite Ceinture               | Petite Ceinture               |
| U-Bahn-Bahnhof (im Tunnel) |                      | Porte de la Chapelle          | Porte de la Chapelle          |
| U-Bahn-Haltepunkt / Haltestelle (im Tunnel) |                      | Marx Dormoy                   | Marx Dormoy                   |
| U-Bahn-Kreuzung (im Tunnel) |                      | Paris–Lille / RER B / RER D   | Paris–Lille / RER B / RER D   |
| U-Bahn-Bahnhof (im Tunnel) |                      | Marcadet – Poissonniers       | Marcadet – Poissonniers       |
| U-Bahn-Haltepunkt / Haltestelle (im Tunnel) |                      | Jules Joffrin                 | Jules Joffrin                 |
| U-Bahn-Haltepunkt / Haltestelle (im Tunnel) |                      | Lamarck – Caulaincourt        | Lamarck – Caulaincourt        |
| U-Bahn-Haltepunkt / Haltestelle (im Tunnel) |                      | Abbesses                      | Abbesses                      |
| U-Bahn-Bahnhof (im Tunnel) |                      | Pigalle                       | Pigalle                       |
| U-Bahn-Haltepunkt / Haltestelle (im Tunnel) |                      | Saint-Georges                 | Saint-Georges                 |
| U-Bahn-Haltepunkt / Haltestelle (im Tunnel) |                      | Notre-Dame-de-Lorette         | Notre-Dame-de-Lorette         |
| U-Bahn-Haltepunkt / Haltestelle (im Tunnel) |                      | Trinité – d’Estienne d’Orves  | Trinité – d’Estienne d’Orves  |
| U-Bahn-Bahnhof (im Tunnel) |                      | Saint-Lazare                  | Saint-Lazare                  |
| U-Bahn-Abzweig geradeaus und von rechts (im Tunnel) |                      | Verbindungsgleis zur Linie 13 | Verbindungsgleis zur Linie 13 |
| U-Bahn-Bahnhof (im Tunnel) |                      | Madeleine                     | Madeleine                     |
| U-Bahn-Bahnhof (im Tunnel) |                      | Concorde                      | Concorde                      |
| |                      | Seine                         |                               |
| Kreuzung mit Tunnelstrecke und quer (im Tunnel) |                      | RER C                         | RER C                         |
| U-Bahn-Haltepunkt / Haltestelle (im Tunnel) |                      | Assemblée nationale           | Assemblée nationale           |
| U-Bahn-Haltepunkt / Haltestelle (im Tunnel) |                      | Solférino                     | Solférino                     |
| U-Bahn-Haltepunkt / Haltestelle (im Tunnel) |                      | Rue du Bac                    | Rue du Bac                    |
| U-Bahn-Bahnhof (im Tunnel) |                      | Sèvres – Babylone             | Sèvres – Babylone             |
| U-Bahn-Haltepunkt / Haltestelle (im Tunnel) |                      | Rennes                        | Rennes                        |
| U-Bahn-Haltepunkt / Haltestelle (im Tunnel) |                      | Notre-Dame-des-Champs         | Notre-Dame-des-Champs         |
| U-Bahn-Abzweig geradeaus und von links (im Tunnel) |                      | Verbindungsgleis zur Linie 4  | Verbindungsgleis zur Linie 4  |
| U-Bahn-Bahnhof (im Tunnel) |                      | Montparnasse – Bienvenüe      | Montparnasse – Bienvenüe      |
| U-Bahn-Abzweig geradeaus und von rechts (im Tunnel) |                      | Verbindungsgleis zur Linie 13 | Verbindungsgleis zur Linie 13 |
| U-Bahn-Haltepunkt / Haltestelle (im Tunnel) |                      | Falguière                     | Falguière                     |
| U-Bahn-Bahnhof (im Tunnel) |                      | Pasteur                       | Pasteur                       |
| U-Bahn-Haltepunkt / Haltestelle (im Tunnel) |                      | Volontaires                   | Volontaires                   |
| U-Bahn-Haltepunkt / Haltestelle (im Tunnel) |                      | Vaugirard                     | Vaugirard                     |
| U-Bahn-Haltepunkt / Haltestelle (im Tunnel) |                      | Convention                    | Convention                    |
| U-Bahn-Abzweig geradeaus und von rechts (im Tunnel) |                      | Betriebshof Vaugirard         | Betriebshof Vaugirard         |
| U-Bahn-Kreuzung (im Tunnel) |                      | Petite Ceinture               | Petite Ceinture               |
| U-Bahn-Bahnhof (im Tunnel) |                      | Porte de Versailles           | Porte de Versailles           |
| U-Bahn-Blockstelle (im Tunnel) |                      | Abstell- und Wendegleise      | Abstell- und Wendegleise      |
| U-Bahn-Haltepunkt / Haltestelle (im Tunnel) |                      | Corentin Celton               | Corentin Celton               |
| U-Bahn-Bahnhof (im Tunnel) |                      | Mairie d’Issy                 | Mairie d’Issy                 |
| U-Bahn-Betriebsstelle Streckenende (im Tunnel) |                      | Abstell- und Wendegleise      | Abstell- und Wendegleise      |

Die Linie 12 der Pariser Métro verbindet die Stationen Mairie d’Aubervilliers im Norden und Mairie d’Issy im Südwesten von Paris.

## Geschichte

### Beginn als Linie A der Nord-Sud

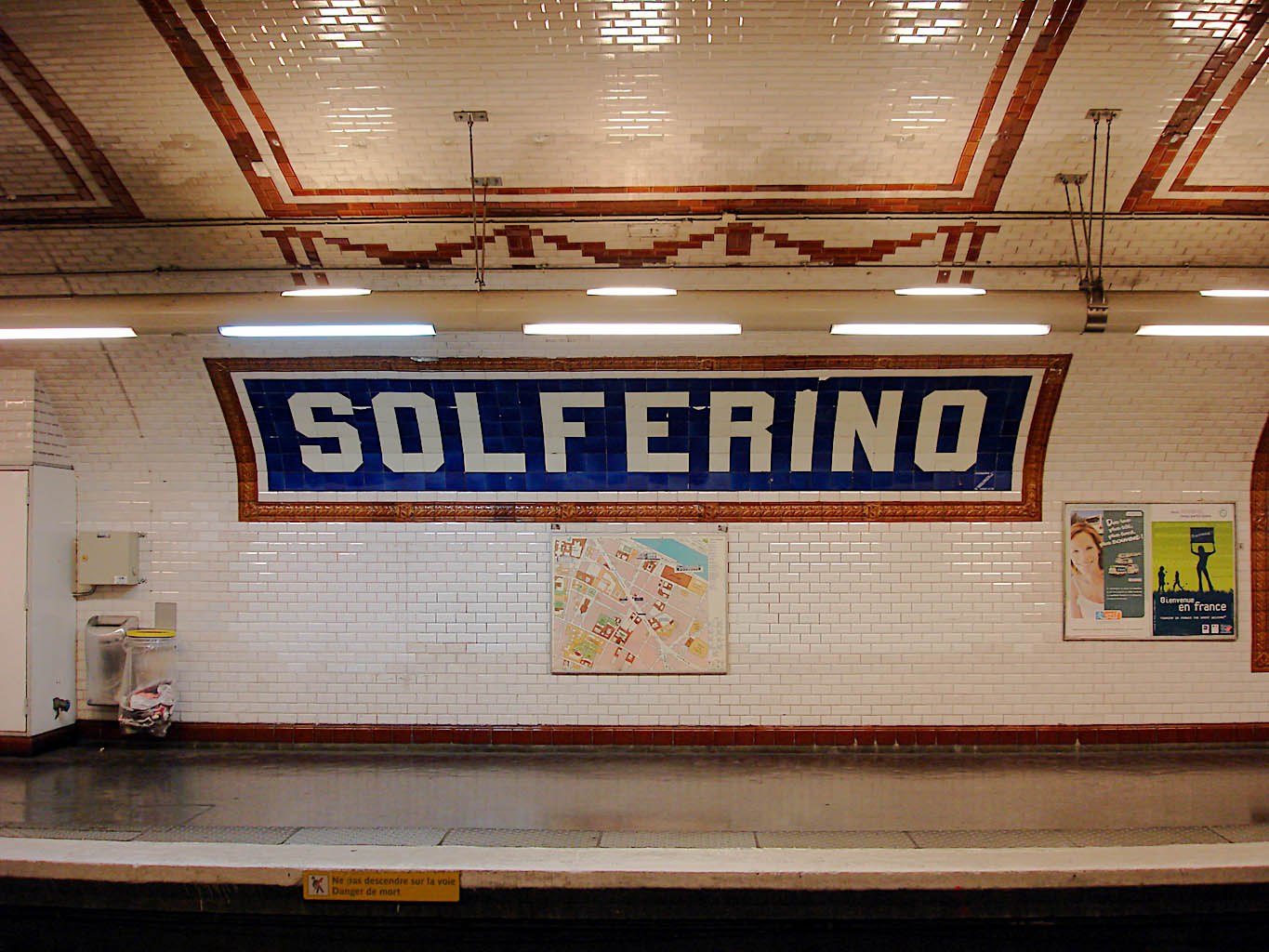
Stationsschild der Nord-Sud

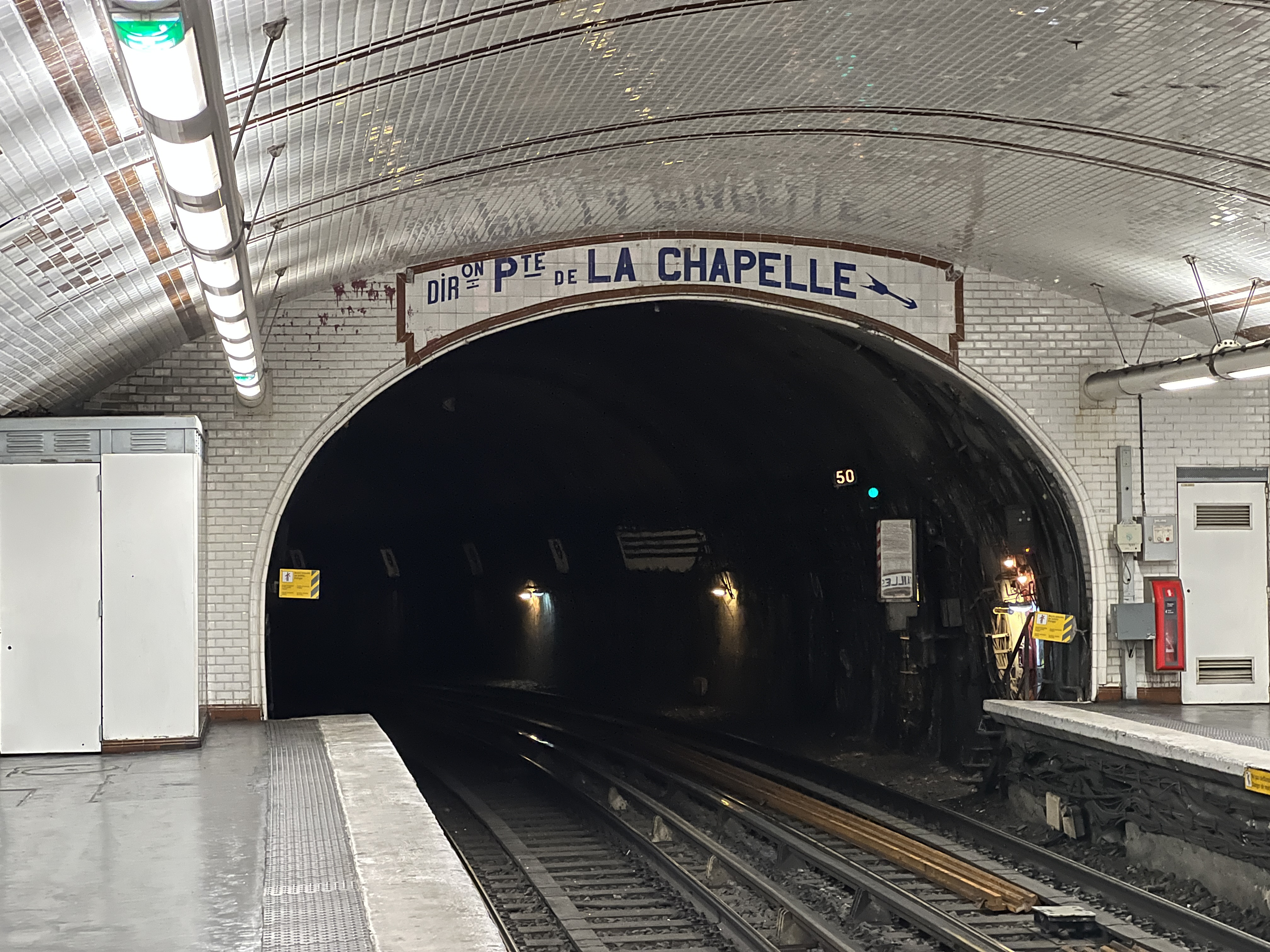
Richtungshinweis über dem Tunnelmund in der Station Abbesses

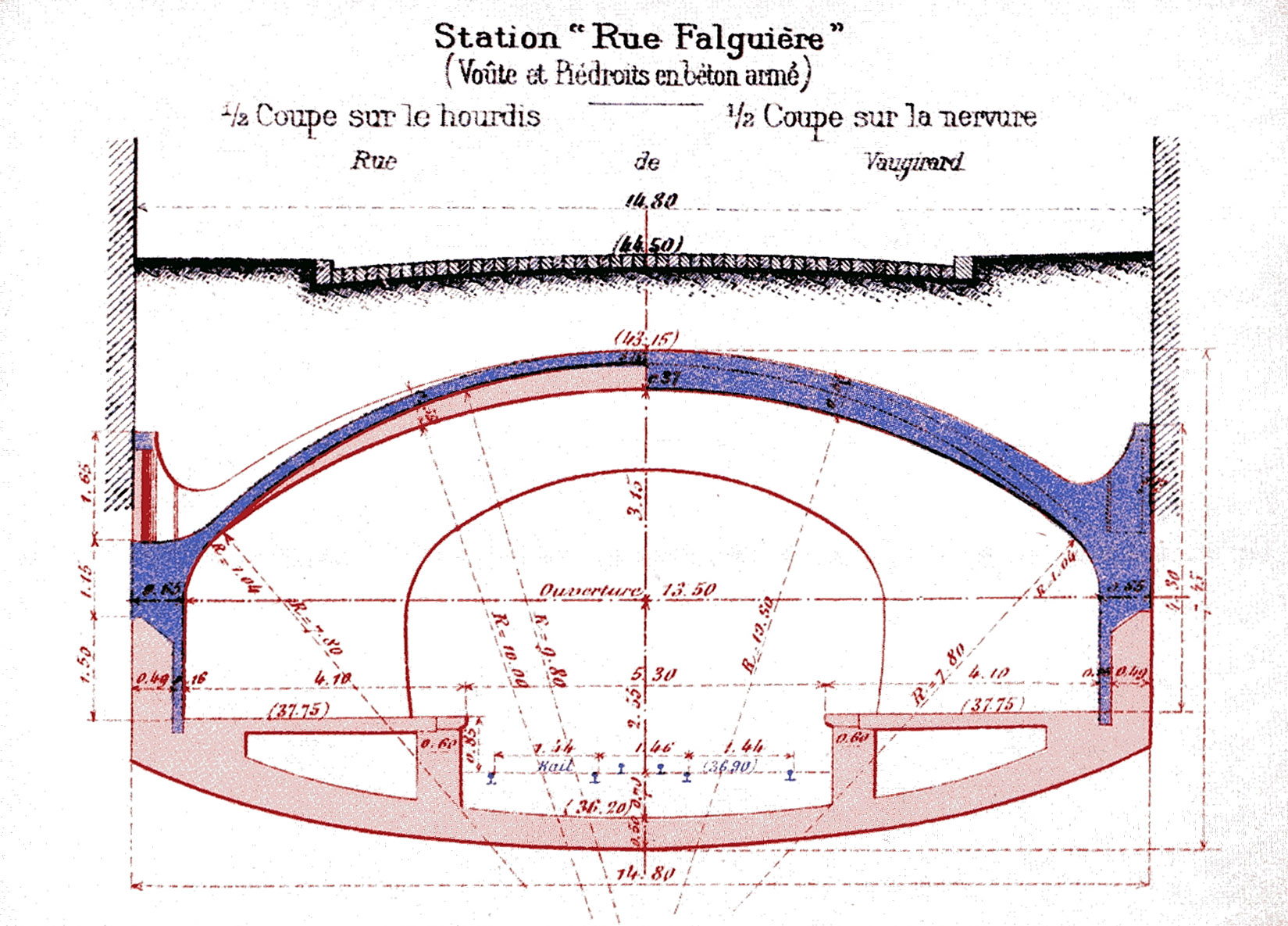
Querschnitt einer typischen Station der Nord-Sud

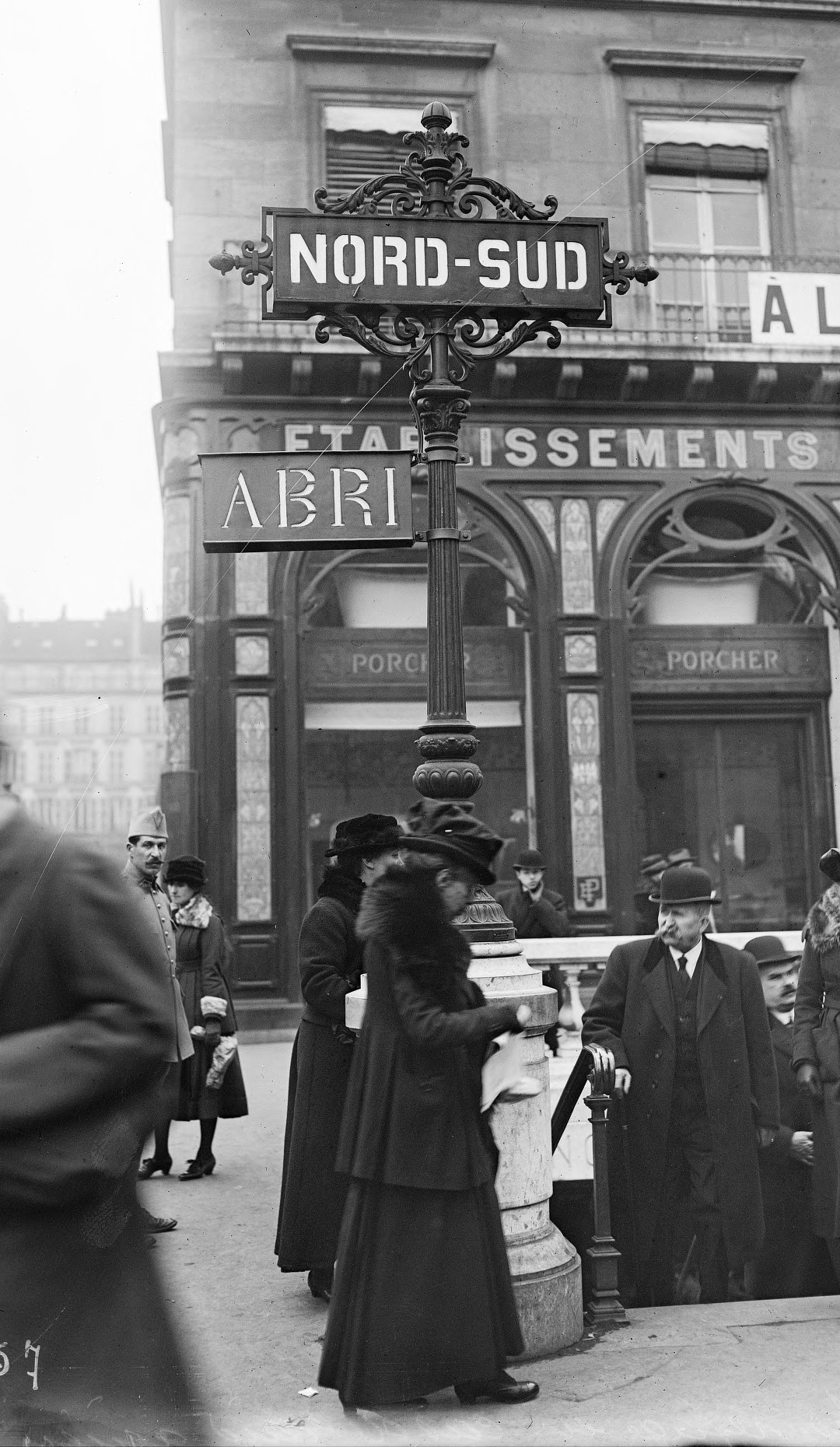
Zugang der Station Madeleine mit ursprünglichem Zugangsschild

Die Linie 12 wurde zu Beginn des 20. Jahrhunderts von der Société du chemin de fer électrique souterrain Nord-Sud de Paris (Nord-Sud) geplant und hieß ursprünglich Linie A. Sie sollte vom Montmartre zum Gare Montparnasse laufen. Ursprünglich sollte es eine Röhrenbahn werden. Man erkannte jedoch, dass sich dies als schwierig erweisen würde und baute sie als konventionelle Métro.
Die Bauarbeiten verliefen jedoch nicht komplikationslos: Es gab Streiks, und das Hochwasser zu Anfang des Jahres 1910 führte zu Verzögerungen, so dass die Linie A zusammen mit der Linie 7 der Compagnie du chemin de fer métropolitain de Paris (CMP) am 5. November 1910 eröffnet wurde. Es war der Abschnitt Porte de Versailles–Notre-Dame-de-Lorette. Die Strecke wurde am 8. April 1911 nordwärts zur Station Pigalle erweitert, am 31. Oktober 1911 zur Station Jules Joffrin und schließlich am 23. August 1916 bis Porte de la Chapelle.
Da sich die Nord-Sud von der CMP äußerlich unterscheiden wollte, benutzte man andere Fliesen zur Ausgestaltung ihrer Bahnhöfe: weiß und blau für die Stationsnamen. Anders als bei den von der CMP errichteten Stationen folgen deren Seitenwände im unteren Bereich nicht der Krümmung der Ellipse, sondern verlaufen senkrecht. Über den Tunnelmündern wurde jeweils die Fahrtrichtung angegeben.
Eine weitere Besonderheit ist die Unterquerung der Seine: Beide Tunnelröhren sind mit Metall ausgekleidet. Am Montmartre musste die Strecke auf die Gegebenheiten des unterirdischen Paris besonders Rücksicht nehmen: Die Station Abbesses liegt 30 Meter unter der Erde, dahinter steigt die Strecke auf einer Rampe mit 40 ‰ Steigung an.
Die letzte Eröffnung einer Teilstrecke machte eine Verkürzung der Wagenzüge erforderlich, da die bisher beauftragte Wagenfabrik nicht liefern konnte – sie war von der deutschen Armee besetzt.

### Die Linie 12 der CMP
Am 1. Januar 1930 wurden die Strecken der Nord-Sud von der CMP übernommen und die bisherige Linie A fortan als Linie 12 geführt.
Am 24. März 1934 kam es zur nächsten Erweiterung: Porte de Versailles–Mairie d’Issy. Dies erforderte vier Jahre vorher, am 1. Januar 1930, eine Verlegung der Station Porte de Versailles um 100 Meter nach Süden. Die alte Station wird heute zum Abstellen von Zügen benutzt.

### Neuerungen bei der RATP
1971 wurde eine zentrale Leitstelle PCC (poste de commande centralisé) eingeführt, 1977 ein Autopilotsystem (pilotage automatique). Zunächst wurden Sprague-Thomson-Züge der Nord-Sud eingesetzt, hiernach solche der CMP. Diese wurde letztendlich von der Baureihe MF 67 abgelöst.
Am 18. Dezember 2012 wurde die Linie über die Pariser Stadtgrenze um eine Station nordwärts nach Front Populaire (an der Grenze der Gemeinden Saint Denis und Aubervilliers) verlängert. Die weitere Fortsetzung über Aimé Césaire nach Mairie d’Aubervilliers wurde am 31. Mai 2022 eröffnet. Die ursprünglich für Ende 2017 geplante Eröffnung der Strecke mit diesen zwei Stationen war zuvor mehrfach wegen Verzögerungen beim Bau und schließlich coronabedingt verschoben worden. An der neuen Endstation Mairie d’Aubervilliers entsteht im Rahmen des Projekts Grand Paris Express eine Umsteigemöglichkeit zur geplanten Ringlinie Linie 15, was bis 2030 realisiert werden soll.
2025 beauftragte die RATP im Rahmen des Programms OCTYS 2030 Hitachi Rail mit der Installation eines CBTC-Systems, das die Leistungsfähigkeit der Linie erhöhen soll.

## Die Bahnhöfe

### Bemerkenswerte Bahnhöfe
- Concorde: Der Bahnsteig Concorde der Métrolinie 12 besteht ganz aus weißen Kacheln, die jeweils genau einen Buchstaben oder eine Zahl enthalten. Aneinandergereiht ergeben die Buchstaben den französischen Text der Erklärung der Menschen- und Bürgerrechte (Déclaration des Droits de l’Homme et du Citoyen). Dabei handelt es sich um eine Idee der belgischen Architektin Françoise Schein, die sie bereits auf der ganzen Welt umgesetzt hat.
- Abbesses: Mit rund 36 Metern unterhalb der Erdoberfläche ist die Bahnsteighalle der Station Abbesses der tiefstgelegene Haltepunkt im Pariser Métronetz. Lange Wendeltreppen und zwei Aufzüge bringen die Fahrgäste von dort aus an die Oberfläche. Der einzige Zugang auf dem Place des Abbesses ist mit einem von zwei noch existierenden Guimard-Dächern ausgestattet.

### Umbenennungen von Bahnhöfen
Im Lauf der mehr als 100-jährigen Geschichte der Pariser Metro änderte sich die offizielle Bezeichnung einer ganzen Reihe von Stationen. Einige Stationen wurden sogar mehrmals umbenannt. Auf der Linie 12 waren folgende Stationen betroffen:
| heutiger Name            | seit | frühere(r) Name(n)   | Bemerkung                                                                       |
| ------------------------ | ---- | -------------------- | ------------------------------------------------------------------------------- |
| Sèvres – Babylone        | 1923 | Sèvres – Croix-Rouge |                                                                                 |
| Marcadet – Poissonniers  | 1931 | Poissonniers         | Zusammenlegung mit der Station Marcadet der Linie 4                             |
| Montparnasse – Bienvenüe | 1942 | Montparnasse         | Zusammenlegung der ursprünglich getrennten Stationen Montparnasse und Bienvenüe |
| Corentin Celton          | 1945 | Petits Ménages       |                                                                                 |
| Marx Dormoy              | 1946 | Torcy                |                                                                                 |
| Assemblée nationale      | 1989 | Chambre des Députés  |                                                                                 |

## Fahrzeuge

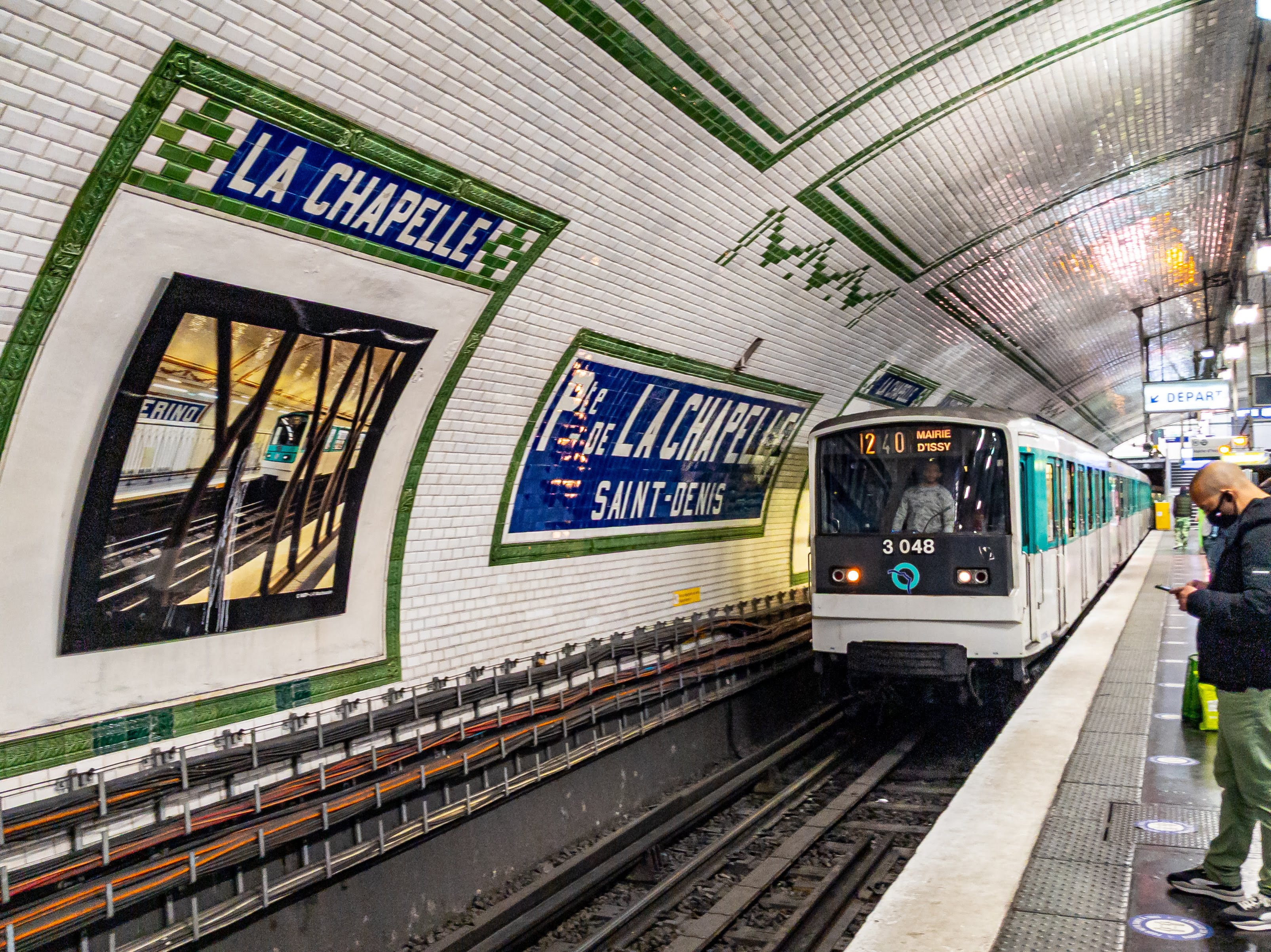
Zug der Baureihe MF 67 bei der Einfahrt in die Station Porte de la Chapelle

Auf der Linie 12 verkehrten zunächst Züge der Nord-Sud-Bauart Sprague-Thomson, die sich in mehreren Punkten von den Sprague-Thomson-Fahrzeugen der CMP unterschieden. Auffallendes Merkmal war die Stromversorgung des führenden Triebwagens mittels eines Pantographen. Nach der Übernahme der Nord-Sud durch die CMP wurde diese Betriebsform in den 1930er Jahren aufgegeben. In den 1970er Jahren schieden die Nord-Sud-Züge zugunsten der Sprague-Thomson-Regelbauart aus, 1977 kamen dann moderne Züge der Baureihe MF 67 auf die Strecke.

## Depot Vaugirard der Linie 12

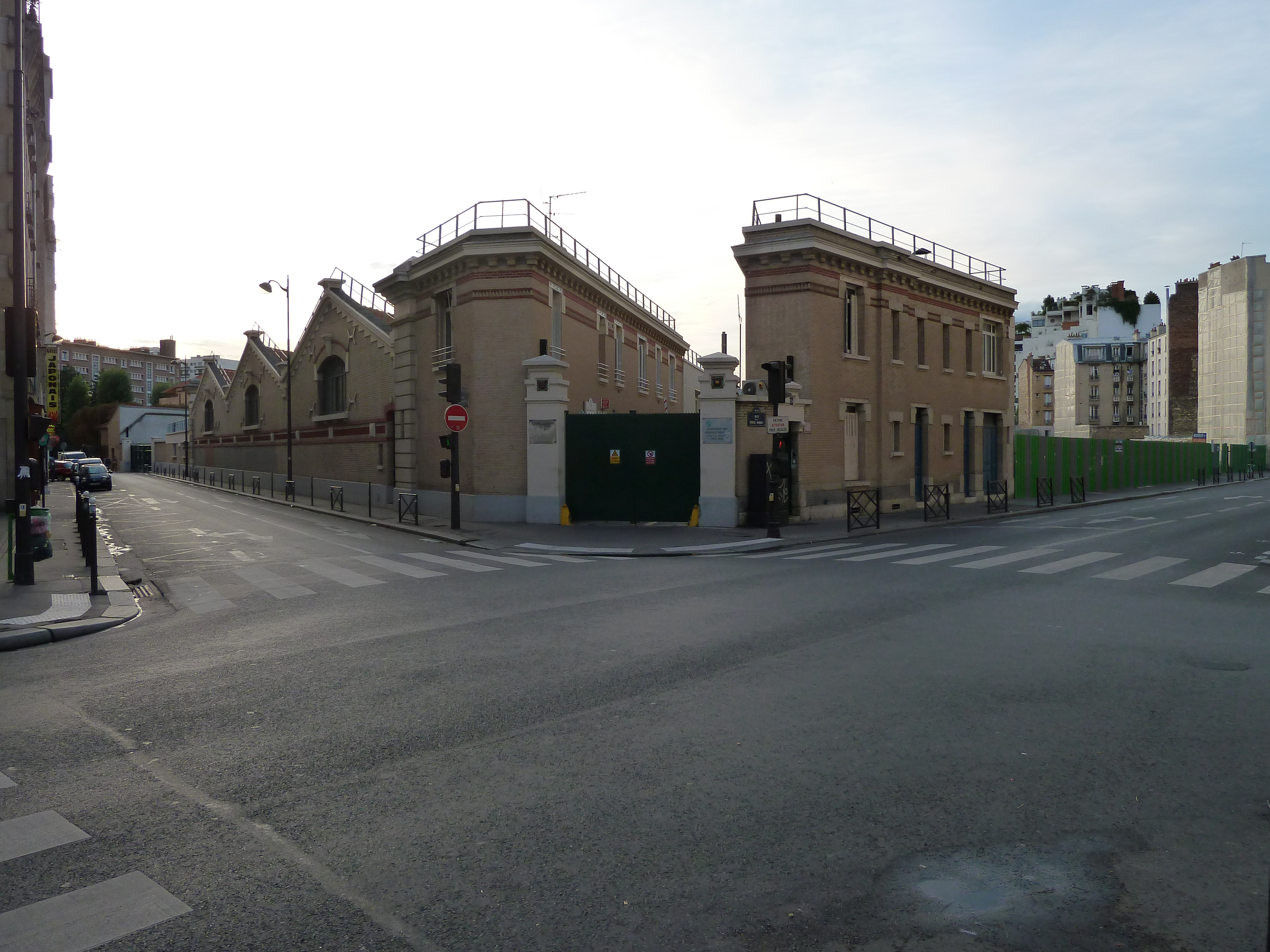
Straßeneinfahrt zum Betriebshof Vaugirard an der Ecke Rue de la Croix Nivert / Rue Desnouettes

Das Bahn-Depot Vaugirard zur Wartung der auf der Linie 12 eingesetzten Züge wurde 1910 zusammen mit der Eröffnung der ersten Teilstrecke in Betrieb genommen.
Züge erreichen das Depot von der damaligen Endstation Porte de Versailles aus: am nördlichen Ende des seinerzeitigen Bahnsteigs zweigt ein Tunnel ab, der zunächst unter der Rue de la Croix Nivert und anschließend unter der Rue Auguste Chabrières verläuft. Im Betriebsgelände gelangen die U-Bahnen schließlich an die Oberfläche.
Der Betriebshof hat eine Fläche von rd. 23.000 m². Mit den Wartungsarbeiten sind rund 90 Personen beschäftigt. Hier werden die normalen Inspektionen der Fahrzeuge der Linie 12 durchgeführt, ebenso die großen Revisionen. Außerdem fertigt eine Abteilung die hölzernen Bremsklötze für das gesamte Pariser Métronetz und einen Teil des Bedarfs der Métro Marseille. 2011 wurde auf dem Gelände auch eine neue Zentralleitstelle (PCC) eingerichtet.

## Zukünftige Entwicklung der Strecke

### Verlängerung im Süden: Mairie d’Issy bis Meudon-sur-Seine
Im Süden ist angedacht, die Linie um drei Stationen bis Meudon-sur-Seine zu verlängern.

### Verlängerung im Norden: Mairie d’Aubervilliers bis La Courneuve – Six Routes
Diese Verlängerung um zwei weitere Stationen wird seit langem gewünscht, ist aber nicht im 2012 genehmigten Schéma directeur de la région Île-de-France (Kurzbezeichnung SDRIF), einer Art Masterplan für die Entwicklung der Region Île-de-France enthalten, so dass mit einer Verwirklichung nicht vor 2030 zu rechnen ist. Bei einem Bau würden sich jedoch interessante Umsteigeverbindungen ergeben: An der Zwischenstation La Courneuve – Aubervilliers Anschluss an den RER B. Ebenso wäre an der neuen Endstation La Courneuve - Six Routes ein Übergang zu den Métrolinien 16 und 17, welche ca. 2028  eröffnet werden sollen, möglich.